# Organización de Trabajadores Radicales
La Organización de Trabajadores Radicales (OTR) es un organismo de tendencia fundado el 21 de noviembre de 1992 en la provincia de Misiones, Argentina. Agrupa a los trabajadores pertenecientes a la Unión Cívica Radical. Técnicamente es una organización autónoma dentro del propio partido, de igual manera que la Juventud Radical y la Franja Morada. Desde entonces, aunque durante los últimos años ha tomado un nuevo impulso, sus principales banderas son la defensa y reivindicación de los derechos fundamentales, la igualdad de oportunidades, la lucha por el trabajo decente, la igualdad de oportunidades, la defensa de los derechos de las mujeres trabajadoras y de los y las jóvenes, de una verdadera democratización del sindicalismo argentino y de la defensa de la democracia como sistema de vida.

## Estructura
La organización se encuentra conducida por una Secretaría General, varias secretarías (de Acción Social, de Prensa y Propaganda, de la Mujer, de la Juventud, de Educación, de Cultura, de Obras Sociales, de Relaciones Internacionales, de Acción y Movilización, de Derechos Humanos, entre otras), vocales y delegados por distrito. Pueden formar parte del organismo todos los afiliados de la Unión Cívica Radical que sean trabajadores asalariados. 
Adicionalmente, la organización designa 6 delegados a la Convención Nacional y 3 al Comité Nacional.

## Autoridades nacionales (2021-2023)
| Cargo                                        | Titular                   | Titular                         |
| -------------------------------------------- | ------------------------- | ------------------------------- |
| Secretario General                           | Ariel Santurio            |                                 |
| Secretaria General Adjunta                   | Norma Beatriz González    |                                 |
| Secretaria de Organización                   | Garcilazo Francisco       | MARIA LUISA PEREYRA             |
| Secretaria de Tesorería                      | Diego Lopéz               | CLAUDIA MARISCAL                |
| Secretaria Gremial                           | Guadalupe Mías            | GUSTAVO ACOSTA                  |
| Secretaria Administrativa                    | Eduardo Varela            | ESTELA GALVAN                   |
| Secretaria de Actas                          | Javier Ocampo             | SILVIA SANJURJO                 |
| Secretaria del Interior                      | Luis Cerini               | VERONICA BRUK                   |
| Secretaria de Prensa                         | Andrés Fernández Iglesias | VANESA LOPEZ                    |
| Secretaria de Previsión                      | Lía Medina                | RAMON AMAR                      |
| Secretaria de Acción Social                  | Hugo Pretto               | GRISELDA GIANNI                 |
| Secretaria de Juventud                       | Matías Toledo             | ROCIO CASEMAYOR JABAT           |
| Secretaria de Educación                      | María Giambroni           | WALTER BARRIENTOS               |
| Secretaria de Obras Sociales                 | Jesús Mansilla            | ANDREA MANSILLA                 |
| Secretaria de Cultura                        | Juan Cruz Moreno          | VERONICA SALAZAR                |
| Secretaria de Relaciones Parlamentarias      | Garcilazo Rosana          | ESTEFANIA MORALES               |
| Secretaria de Derechos Humanos               | Cesar Castro              | MARIANA BARRIONUEVO             |
| Secretaria de Género                         | Lidia Oviedo              | GISELA PEREYRA                  |
| Secretaria de Diversidad                     | Carlos Luque              | LUCIA TAMAGNO                   |
| Secretaria de Movilización                   | Germán Morales            | CLAUDIA DOLORES ROLDAN QUINTANA |
| Secretaria de Relaciones Internacionales     | Sergio Hemsani            | MARIA LAURA BENITEZ             |
| Secretaria de Asuntos Municipales            | Mariano Moreno            | SONIA MASIP                     |
| PRO Secretaria de Prensa                     | Natalia Gómez             | ALEJANDRO PRADAL                |
| PRO Secretarias de Acción Social             | Tadea Del Valle Arevalo   | CELESTE PRIETO                  |
| PRO Secretaria de Organización               | Miguel Arata              | MARCELA PEREYRA                 |
| PRO Secretaria de Tesorería                  | Verónica Flores           | CARLOS MENDOZA                  |
| PRO Secretaria Gremial                       | Juan Carlos Melo          | ADRIANA HUETAGOYENA             |
| PRO Secretaria de Relaciones Parlamentarias  | Juan Kosow                | DANIELA MEDINA                  |
| PRO Secretaria de Derechos Humanos           | Daniel Salcedo            | SANDRA LARREA                   |
| PRO Secretaria de Relaciones Internacionales | Guadalupe Morales         | JULIO ESCOBAR                   |
| PRO Secretaria de Juventud                   | Nicolás Sosa Portou       | MATIAS BERTEA                   |
| PRO Secretaria del Interior                  | Juan Domingo Blanco       | GRACIELA SALORT                 |
| Adscripto Secretaria Interior - B.A.         | Ángel Peñaloza            | IRIS RODRIGUEZ                  |
| Adscripto Secretaria Interior - NEA          | Eduardo Varela            | SANDRA SIBILLA                  |
| Adscripto Secretaria Interior - Cuyo         | Francisco Medina          | LILIANA GONZALEZ                |
| Adscripto Secretaria Interior - Patagonia    | Verónica Yenskin          | CARLOS JAUGE                    |
| Adscripto Secretaria Interior - NOA          | Olga Beatriz Giménez      | IVAN CHAUQUE                    |
| Adscripto Secretaria Interior - Córdoba      | Patricia Rodríguez        | FRANCISCO MURATORE              |
| Vocales titulares                            |                           |                                 |
| RUBEN MEDINA                                 |                           |                                 |
| MARIA TERESA GUARI                           |                           |                                 |
| VICTOR REYES                                 |                           |                                 |
| VERONICA CAMPOS                              |                           |                                 |
| JORGE STIEPCICH                              |                           |                                 |
| RAQUEL GONZALEZ                              |                           |                                 |
| DANIEL MASANET                               |                           |                                 |
| MARISA MAZZUCO                               |                           |                                 |
| LUIS MILLANGUE                               |                           |                                 |
| MARGARITA LUCERO                             |                           |                                 |
| MAXIMO EFENDE                                |                           |                                 |